# آنا سيسيليا بلوم
آنا سيسيليا بلوم هي صحفية وكاتِبة إكوادورية، ولدت في 17 مارس 1972 في غواياكيل في الإكوادور.